# Liste der Kulturdenkmale in Düdelingen
In der Liste der Kulturdenkmale in Düdelingen sind alle Kulturdenkmale der luxemburgischen Gemeinde Düdelingen aufgeführt (Stand: 15. Juli 2025).

## Kulturdenkmale nach Ortsteil

### Düdelingen
| Bild                                                           | Bezeichnung                                                    | Lage                                        | Beschreibung | Stufe | Eingetragen seit   |
| -------------------------------------------------------------- | -------------------------------------------------------------- | ------------------------------------------- | --- | ----- | ------------------ |
| Weitere Bilder                                                 | Burgruine Johannisberg                                         | Mont Saint Jean (Karte)                     | Die erste Burg von Dudelange wurde von den Herren von Gymnich errichtet und um 1400 von Herzog Robert I. von Bar zerstört. Zu Beginn des 15. Jahrhunderts wurde von den Herren von Gymnich, Boulay, Neufchâtel, Hunolstein und Isenburg mit dem Bau der befestigten Burg auf dem Johannisberg (Mont Saint Jean) begonnen. Im Jahr 1552 wurde sie von Karl V. zerstört. Die bei den Ausgrabungen freigelegten Mauern zeigen Reste einer Wehrburg mit Stilelementen von Gotik und Renaissance. | PCN   | 23. April 1938     |
| Weitere Bilder                                                 | Eligiuskapelle                                                 | 164, rue de la Libération (Karte)           | Die Kapelle wurde 1963/64 nach Plänen des Architekten Norbert Mangen im kubistischen Stil errichtet. Die Fenster wurden vom Düdelinger Künstler Frantz Kinnen entworfen. Neben dem Kirchensaal wurde ein 24 Meter hoher Glockenturm aus Stahlträgern errichtet. Nachdem die Kapelle einige Zeit ungenutzt blieb, wird sie seit 2013 von Katholiken und Protestanten als Simultankirche genutzt. | PCN   | 12. März 2004      |
| ehemaliges Hotelgebäude                                        | ehemaliges Hotelgebäude                                        | 8, avenue Grande-Duchesse Charlotte (Karte) | Das Gebäude wurde 1903 im Stil der Art Nouveau als Hotel und Restaurant errichtet. Ab 1925 diente es als Wohn- und Geschäftshaus. Im Jahr 2011 erwarb die Gemeinde das Gebäude und ließen für 1,5 Mio. Euro sanieren. Seit 2014 beherbergt es Studentenwohnungen. | PCN   | 18. März 2011      |
| Weitere Bilder                                                 | Pfarrkirche St. Martin                                         | rue du Commerce (Karte)                     | Die Pfarrkirche wurde zwischen 1894 und 1900 nach Plänen von Henri-Alphonse Kemp im neogotischen Stil errichtet. Von 1924 bis 1927 wurden die Gewölbe und Teile der Wände der Kirche von dem Benediktiner Notker Becker ausgemalt. Die Fenster im Chor stammen von Joseph und Émile Probst. | PCN   | 21. Juni 2017      |
| Ehemalige Villa der ARBED-Verwaltung                           | Ehemalige Villa der ARBED-Verwaltung                           | 25, rue Dominique Lang (Karte)              | Seit 1982 ist es Sitz des Centre d’art Nei Liicht. | PCN   | 6. September 2018  |
| ehemaliger Bauernhof                                           | ehemaliger Bauernhof                                           | 56, route de Burange (Karte)                | | PCN   | 2. August 2022     |
| Verschiedene Gebäude des ehemaligen Blechwalzwerks Greisendall | Verschiedene Gebäude des ehemaligen Blechwalzwerks Greisendall | (Karte)                                     | Zum Denkmalensemble gehören Verwaltungsgebäude sowie Sanitär- und Umkleideräume, Blechwalzwerkhalle, Elektrizitätszentrale und Eingangsportal. | PCN   | 3. April 2023      |
| Gebäude                                                        | Gebäude                                                        | 82, rue du Parc (Karte)                     | | PCN   | 21. April 2023     |
|                                                                | Wohngebäude                                                    | 2 und 4, rue Karl Marx (Karte)              | | IS    | 28. Juni 1988      |
| Wohngebäude                                                    | Wohngebäude                                                    | 30, rue Jean-Jaurès (Karte)                 | | IS    | 28. Juni 1988      |
| Weitere Bilder                                                 | Wasserturm                                                     | „Op der Schmelz“ (Karte)                    | Der Wasserturm wurde 1928 gebaut. Er besteht aus Beton und Stahl, ist 54 m hoch und hat einen zylindrische Wasserspeicher mit 12 m Durchmesser. Der Turm wurde in den 2000er Jahren von den Architekten Claudine Kaell und Jim Clemes restauriert. Von 2012 bis 2020 zeigte das Centre national de l’audiovisuel dort eine Fotoausstellung zu Edward Steichen. Heute werden die Räume für Wechselausstellungen genutzt. | IS    | 25. März 2003      |
| Weitere Bilder                                                 | Rathaus mit Platz, Musikpavillon und Feuerwehrgebäude          | Place de l’Hôtel (Karte)                    | Das ursprüngliche Rathaus entstand 1880 und stand am Platz gegenüber des heutigen Rathauses. Es wurde in den 1930er Jahren abgerissen. Das heutige Rathaus entstand von 1930 bis 1932 nach Plänen des Architekten Joseph Ruckert. In den Anfangsjahren beherbergte es neben der Stadtverwaltung auch die Polizei, den Friedensrichter, die Stadtbibliothek und ein öffentliches Badehaus. Anfang der 1990er Jahre wurden Fassade und Dach saniert und der Rathausplatz neu gestaltet. Das zweigeschossige Gebäude mit Mansardendach besitzt zwei auffällige Eckrisalite und einen Mittelrisalit mit aufwendigem Schmuck und Dachreiter. | IS    | 9. August 2017     |
| Wohngebäude                                                    | Wohngebäude                                                    | 15, rue Belair (Karte)                      | | IS    | 29. September 2017 |
| Wohngebäude                                                    | Wohngebäude                                                    | 17, rue Belair (Karte)                      | | IS    | 18. Oktober 2017   |
| Wohngebäude                                                    | Wohngebäude                                                    | 37-39, rue du Commerce (Karte)              | | IS    | 14. März 2018      |
| Gebäude                                                        | Gebäude                                                        | 46, rue du Parc (Karte)                     | | IS    | 11. April 2018     |
| Ensemble „Nei Schmelz“ (Neue Schmelz)                          | Ensemble „Nei Schmelz“ (Neue Schmelz)                          | (Karte)                                     | Im Jahr 1882 gründeten Norbert Metz und Victor Tesch ein Stahlwerk in Düdelingen. Ab 1884 wurde das Werk mit anfangs zwei Hochöfen errichtet. Schon im folgenden Jahr begann man mit der Produktion von Stahl im Thomas-Verfahren. Im Jahr 1911 wurde das Werk von der ARBED übernommen. In den folgenden Jahren baute das Werk die Produktion aus, mehrere Walzwerke wurden errichtet. Mit der Stahlkrise begann der Niedergang des Werkes. Im Jahr 1984 wurde Hochofen IV und das Warmwalzwerk stillgelegt. Im Jahr 2005 wurde die Produktion endgültig eingestellt. Zum Denkmalensemble gehören Pumpenhaus, Wasserbecken und ehemaliges Schwimmbad, Sozialgebäude/Vestiaire, Lokwerkstatt, Wagenwerkstatt, Gebäude-Ensemble aus Maschinenhalle, Schalthaus, Werkstatthalle und Sozialgebäude, Hauptwerkstatt inklusive der südlichen Erweiterung, dem Stahlwerk, Haupteingang, Einfassungsmauer und Pförtnerhaus, Verwaltungsgebäude und Tragwerkstruktur des Walzwerkes. | IS    | 9. Juli 2019       |
| Konverter                                                      | Konverter                                                      | (Karte)                                     | Der Stahlkonverter wurde von der Firma „Société de La Meuse“ aus Lüttich gebaut. Er steht heute als Denkmal in der Nähe der Schule in der rue Nic Biever. | IS    | 9. Juli 2019       |

### Budersberg
| Bild                     | Bezeichnung              | Lage                                                  | Beschreibung | Stufe | Eingetragen seit   |
| ------------------------ | ------------------------ | ----------------------------------------------------- | --- | ----- | ------------------ |
| Bauernhof                | Bauernhof                | 26, rue de la Chapelle (Karte)                        | | PCN   | 29. September 2021 |
| Weitere Bilder           | Kapelle St. Lukas        | 30, rue de la Chapelle (Karte)                        | Das genaue Erbauungsdatum der Kapelle ist unbekannt, sie wurde vermutlich nach der Französischen Revolution errichtet. Auf alten Kirchenbänken war die Jahreszahl 1808 eingraviert. Der Barockaltar stammt aus der Kirche von Wecker. Er soll aus dem Jahr 1729 stammen. Im Jahr 1922 wurde die Kirche erweitert. Letztmals umfassend renoviert wurde die Kapelle in den 1970er Jahren. Die einfache Saalkirche besitzt einen Dachreiter über dem Eingangsportal und vier Achsen mit einfach ausgeführten Rundbogenfenstern und Ecklisenen. Über dem spätbarocken Sandsteinportal sitzt in einer Nische eine Figur des Evangelisten Lukas. | PCN   | 4. Februar 2022    |
| Bauernhof                | Bauernhof                | 24, rue de la Chapelle (Karte)                        | | PCN   | 25. Februar 2022   |
| ARBED-Arbeiterwohnhäuser | ARBED-Arbeiterwohnhäuser | 10, 12, 14 rue Karl Marx 8-28, rue de l’Etang (Karte) | | IS    | 28. Juni 1988      |
| Weitere Bilder           | Wohnhaus                 | 71, rue Gaffelt (Karte)                               | | IS    | 19. Mai 2017       |
| Weitere Bilder           | Bahnhof „Werk Dudelange“ | rue Gare-Usines (Karte)                               | | IS    | 9. Juli 2019       |

### Büringen
| Bild                       | Bezeichnung                | Lage                                                 | Beschreibung | Stufe | Eingetragen seit |
| -------------------------- | -------------------------- | ---------------------------------------------------- | ------------ | ----- | ---------------- |
| Grundschule Quartier Brill | Grundschule Quartier Brill | 25, rue Pierre Krier / 100, rue Norbert Metz (Karte) |              | IS    | 9. August 2017   |

Legende: PCN – Immeubles et objets bénéficiant des effets de classement comme patrimoine culturel national; IS – Immeubles et objets inscrits à l’inventaire supplémentaire

## Quelle
- Liste des immeubles et objets beneficiant d’une protection nationales, Nationales Institut für das gebaute Erbe, Fassung vom 12. September 2022, S. 27 f. (PDF)